# Nesoclopeus
Nesoclopeus is een geslacht van vogels uit de familie Rallen, koeten en waterhoentjes (Rallidae). Het geslacht telt (telde) twee soorten:
- Nesoclopeus poecilopterus − fijiral en
- N. woodfordi − Woodfords ral.

Op grond van moleculair genetisch onderzoek zijn de inzichten over de indeling in geslachten en soorten veranderd en zijn deze soorten in het geslacht Hypotaenidia geplaatst.